# 기장 장안사 명부전 석조지장보살삼존 및 시왕상 복장유물
기장 장안사 명부전 석조지장보살삼존 및 시왕상 복장유물(機張 長安寺 冥府殿 石造地藏菩薩三尊 및 十王像 腹藏遺物)은 부산광역시 기장군 장안읍, 기장 장안사 명부전에 봉안되어 있는 석조지장시왕상(부산시 유형문화재 제86호)에서 발견된 조성발원문, 후령통, 전적류, 다라니 등 복장물 일괄이다.
2018년 3월 27일 부산광역시의 유형문화재 제189호 장안사 명부전 석조지장삼존 및 시왕상 복장유물(長安寺 冥府殿 石造地藏三尊 및 十王像 腹藏遺物)로 지정되었다가, 2019년 12월 4일 현재의 명칭으로 변경되었다.

## 개요
기장 장안사 명부전에 봉안되어 있는 석조지장시왕상(부산시 유형문화재 제86호)에서 발견된 조성발원문, 후령통, 전적류, 다라니 등 복장물 일괄이다. 9건 이상의 발원문을 포함하여 조선시대의 귀중한 전적류, 수 백점의 다라니 그리고 12점의 후령통이 발견되었다. 유기로 된 후령통은 삼베로 된 황초폭자에 오색사로 묶여 있는데 간략화된 물목, 삼베와 유기의 재료 등에서 조선후기적 특징을 보인다.
전적류 10종 중 대불정여래밀인수증요의제보살만행수릉엄경(大佛頂如來密因修證了義諸 菩薩萬行首楞嚴經) 권6~10 중 권7~10은 기존의 목록에서 찾을 수 없어서 희구본이라 여겨지고, 불설대보부모은중경(佛說大報父母恩重經)은 합부된 '불설부모은중태골경(佛說父母恩重胎骨經)'과 함께 보물 제1125호와 동일한 판본일 뿐만 아니라, 마지막에 합부된 불설장수멸죄호제동자타라니경(佛說長壽滅罪護諸童子陀羅尼經)도 고려 말기에 간행한 것으로 추정된다.
조성발원문은 석조지장보살좌상과 도명존자상․무독귀왕상․시왕상․권속상의 조성시기․주체․조직체계 등과 함께 당대 불교계의 실체와 사상적 경향, 장안사의 승려조직 과 단월의 규모․실체, 불상의 조성형태 등을 진단할 수 있는 원천적인 기록유산이다.
또한 복장유물 가운데 포함된 ｢관세음보살보협수진언｣ 및 ｢범자다라니｣ 등도 이러한 역사․문화적인 실체와 함께 17세기 후기 복장의례와 복장유물의 실태, 생산․유통된 닥종이의 종류, 목판인쇄술 등을 파악할 수 있는 중요한 원천자료의 가치를 가진다.
명부전 석조지장시왕상에서 나온 복장물은 발원문, 후령통, 경전류, 다라니 등 복장물목이 잘 갖추어져 있고 장안사 명부전 중창과 관련된 내용이 확인되는 등 사찰 및 지역사 연구에 중요한 가치를 지닌다.

## 같이 보기
- 장안사 명부전 석조지장보살삼존 및 시왕상 일괄 - 부산광역시 유형문화재 제86호

## 참고 자료
- 기장 장안사 명부전 석조지장보살삼존 및 시왕상 복장유물 - 국가유산청 국가유산포털